# Mit Volldampf über den Atlantik
Mit Volldampf über den Atlantik – Dampfmaschinen, schnelle Schiffe und eine Reise in die Neue Welt ist der Titel eines Sachbuchs für Kinder und Erwachsene des amerikanischen Architekten David Macaulay (Zeichner, Verfasser) und von Margot Wilhelmi (Übersetzerin), das 2022 in einer deutschsprachigen Ausgabe beim Gerstenberg Verlag erschienen ist.
In einer autobiografischen Rahmenhandlung über seine erste Atlantiküberquerung noch als Kind auf dem für seine Zeit sehr schnellen Turbinendampfschiff SS United States von London via Southampton und Le Havre nach New York City zeichnet und beschreibt Macaulay die Entstehung der Dampfmaschine aus Wasserpumpen in Bergwerken, den modernen Schiffsbau (Stahlbau) und den Komfort bei einer Dampferreise in den 1950er Jahren.
Dazu hat er das Buch in vier Kapitel unterteilt:
- 1: Die Erfindung und Entwicklung der Dampfmaschinen; Seite 6 — 27, 26 Zeichnungen
- 2: Der Schiffs-Bauplan, die Konstrukteure (Gibbs Brothers); Seite 28 — 51, 26 Zeichnungen
- 3: Der Schiffsbau in Newport News, das Blaue Band (Blue Riband) als Maßstab des Fortschritts; Seite 52 — 97, 33 Zeichnungen
- 4: Die Reise auf einem Transatlantikliner (Mittwoch bis Montag), die Ankunft in New York; Seite 98 — 123, 16 Zeichnungen

Titelei
- Mit Volldampf über den Atlantik – Dampfmaschinen, schnelle Schiffe und eine Reise in die Neue Welt David Macaulay (Zeichner, Verfasser), Margot Wilhelmi (Übersetzerin). Hildesheim, Gerstenberg Verlag, 2022. 127 Seiten. ISBN 978-3-8369-6114-1.

Das englischsprachige Original Crossing on Time: Steam Engines, Fast Ships, and a Journey to the New World wurde 2019 in den USA publiziert (Roaring Brook Press, ISBN 978-1-59643-477-6). Dieser Titel bezieht sich auf den Fortschritt im Nordatlantik-Schiffsverkehr zwischen 1800 und 1960. Dank eines durch maschinengetriebene Schiffe weitgehend witterungsunabhängigen Linienverkehrs über den Atlantik war es den Reedereien im 20. Jahrhundert möglich für ihre Nordatlantikrouten Fahrpläne mit festen, meist wöchentlichen Abfahrts- und Ankunftszeiten aufzustellen. Für End- und Zwischenstationen wie zum Beispiel Hamburg, Bremerhaven, Le Havre, Southampton oder  New York konnten voraussichtliche Termine der Ankünfte angegeben werden. Die auf der Atlantikroute im Liniendienst verkehrenden Passagierschiffe nannte man deshalb auch Transatlantikliner.

## Die Zeichnungen
Der Inhalt wird überwiegend durch Zeichnungen Macaulays transportiert. Seine Texte erklären die gezeichneten Mechanismen und nennen dazu die Fachausdrücke und die historischen Bezüge (Daten, Namen).
Die Themen der Grafiken sind …
im Kapitel 1: Pumpe von Thomas Newcomen, James Watts Verbesserung der Dampfkolben, Schaufelräder der Savannah (1818), die drei Schiffe von I. Brunel, Propellerantrieb der Great Britain (1843), die Maschine der SS Servia (1881; sie gilt international als erster moderner Ozeandampfer; für die Reederei Cunard), die Blaue-Band-Schiffe zwischen 1883 und 1894, Verbund-/Expansionsdampfmaschine (vierfach; St. Louis)
im Kapitel 2: Parsons-Turbine, Wasserrohrkessel, Schiffsgrößenvergleich 1929/36 mit der Höhe des Empire State Buildings, Fertigstellung der SS America 1936/39
im Kapitel 3: innere und äußere Rumpfhülle, Steuertechnik (Rudermaschine), Sicherheitsvorkehrungen (u. a. Rettungsboote, Schott-Tore, Davits), der 6-seitige Schiffslängsschnitt (s. u.), die Übernahme eines behandlungsbedürftigen Matrosen von einem Kutter (W35) der Küstenwache auf See.
Leporello (darin eingefügt): Es besteht ausgeklappt aus einem sechs Mal die Seitenbreite umfassenden Längsschnitt durch das gesamte Schiff (zwischen Seite 84 und 97)
im Kapitel 4: eine Passagierkabine, Ladebaum, Schiff auf weiter See, eine fiktive Begegnung mit dem Schiffsbauingenieur (W. F. Gibbs), der Scheinwerfer des Empire State Buildings (ESB).
Im Zusatzmaterial, Anhang
- eine Zeitleiste zu den Atlantiküberquerungen seit 1497 bis 2011
- Nachwort des Zeichners (über eine Seite in seinem damaligen Lexikon von Bertha Morris Parker mit dem Bild vom Schiff und ESB)
- Literatur (Agricola, Baker, Braynard[13], Ellis, Friedel, Maxtone, Sturm, Swanson, Ujifusa)
- Widmung für die Eltern
- Im Begleitmaterial des Verlags zum Buch gibt es einen längeren Lückentext zum Textverständnis / szenische Lesung[14] mit Verweisen auf die Buchseiten.

## Rezeption, Rezensionen
- Rezension John McMurtrie: Books That Expand the Possibilities of Boyhood. In The New York Times – April 19, 2019 (sein Buch sei „eine Huldigung an eine verlorengegangene Kunst“ – den Bau solcher Dampfschiffe)
- Rezension Robert Probst: in der Süddt. Ztg.: Technik - Blaues Band vom 25. August 2022
- Rezension Deborah Stevenson in: Bulletin of the Center for Children's Books, Johns Hopkins University Press, Volume 72, Number 11, July/August 2019 p. 485 (der engl. Ausgabe)

- 2020 gab es eine Ausstellung zur Arbeit Macaulays an dem Buch im Norman Rockwell Museum in Stockbridge, Massachusetts. Sie umfasste ca. 60 Originalarbeiten, Photographien und Archivmaterial aus der Vorbereitungsphase des Buchs. Dazu gibt es dort auch zwei Videos über den Umfang und die Entstehung des Buches.[15] (Das auf Illustration spezialisierte Museum stellt immer wieder relevante Künstler neben Norman Rockwell aus. Rockwell selbst ist als Maler/Illustrator in großen Medien einer der einflussreichsten und bekanntesten Künstler der US-amerikanischen Printgeschichte gewesen.)[16][17]

## Über David Macaulay
Macaulay nimmt hier wieder sein zeichnerisches Hauptthema auf: das Zusammenspiel der Einzelteile eines komplexen Ganzen (Bauwerk, Körper, Maschine). Er malt „pädagogisch“ das klassische Realienbuch für Heranwachsende (mit den die Bildern ergänzenden Erklärtexte) in einer für Kinderbücher neuen Bildersprache. Bereits 1975 wurde er so einer der Preisträger des Deutschen Jugendbuchpreises. Macaulay ist Träger der Caldecott Medal (ein US Kinderbuchpreis) im Jahr 1991.
Zwei Themen, die im Buch prominent erscheinen, hat Macaulay in bekannten früheren Titeln von ihm bereits unter anderen Aspekten behandelt: Das Empire State Building und Schiffe generell.

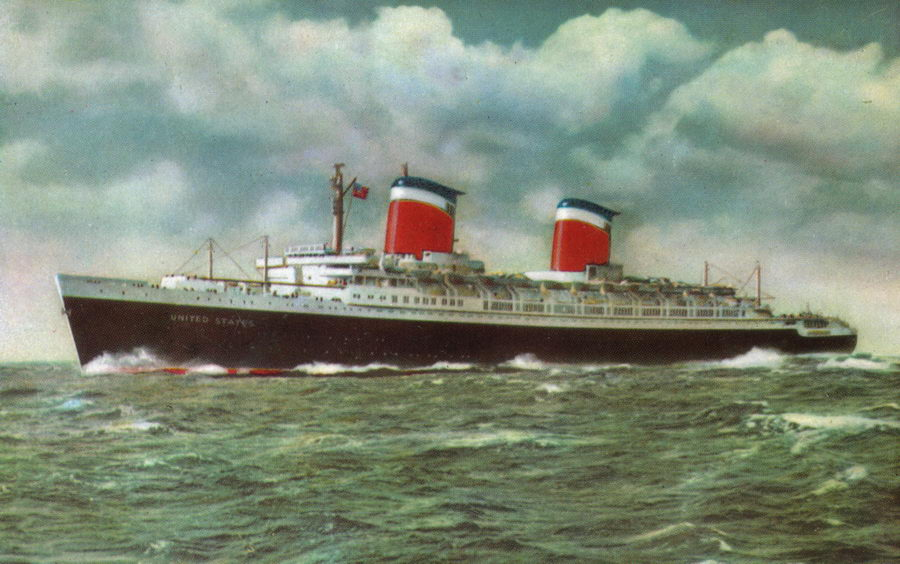
Das Vorbild für Kapitel 4: die SS United States auf hoher See, koloriertes Foto